# Stanislav Angelov
Stanislav Petkov Angelov (in bulgaro Станислав Петков Ангелов?; Sofia, 12 aprile 1978) è un ex calciatore bulgaro, di ruolo centrocampista.

## Carriera

### Club
Tra il 1998 ed il 2001 Angelov gioca con il CSKA Sofia, con cui conterà, in campionato, 31 presenze ed un gol.
Si unisce al Levski Sofia, con cui resterà per 6 anni.
Il 13 giugno 2007 si trasferisce ai tedeschi dell'Energie Cottbus.
Nel giugno 2010 si trasferisce alla Steaua Bucarest.

### Nazionale
Dal 2006 ha ottenuto numerose presenze con la nazionale bulgara, tra cui quella contro l'Italia il 9 settembre 2009, allo Stadio Olimpico a Torino, vinta 2-0 dagli Azzurri.

## Palmarès

### Club

#### Competizioni nazionali
- Coppa di Bulgaria: 5

CSKA Sofia: 1998-1999
Levski Sofia: 2001-2002, 2002-2003, 2004-2005, 2006-2007
- Campionato bulgaro: 3

Levski Sofia: 2001-2002, 2005-2006, 2006-2007
- Supercoppa di Bulgaria: 1

Levski Sofia: 2005